# Костюченко Раїса Артемівна
Раї́са Артемі́вна Костюче́нко — працівниця сільського господарства, ланкова. Кавалер орденів Леніна (1971, 1973 років), Жовтневої Революції (1976), Дружби народів (1984). Працювала в льонарській ланці колгоспу «Маяк» села Макарівка. Делегатка XXVI з'їзду Компартії УРСР.